# Montfortborgen
Montfortborgen (hebraisk: מבצר מונפור, Mivtzar Monfor) er en ruin af en gammel korsfarerborg i det øvre Galilæa i det nordlige Israel omkring 35 km nordøst for Haifa og ca. 16 km syd for grænsen til Libanon.
Borgen blev bygget, da området var en del af Kongeriget Jerusalem.
Området er i dag nationalpark og er et vigtigt turistmål.

## Eksterne links
- Wikimedia Commons har flere filer relateret til Montfortborgen

33°02′41.05″N 35°13′33.32″Ø / 33.0447361°N 35.2259222°Ø
| Bygning eller seværdighed | Spire Denne artikel om en bygning, et bygningsværk eller en seværdighed er en spire som bør udbygges. Du er velkommen til at hjælpe Wikipedia ved at udvide den. |